# L'Aquarium (téléfilm)
Pour les articles homonymes, voir L'Aquarium.
L'Aquarium est un téléfilm français réalisé par René Lucot et diffusé en 1974.

## Synopsis
Célestin Viola « n'est pas comme tout le monde » : il a la passion de la mer, de la pêche et des poissons. Un peu rêveur, il passe le plus clair de son temps à observer ses petits protégés dans l'aquarium qu'il a fabriqué de ses propres mains. Ce qui n'enchante guère ses proches (sa mère, sa sœur, son beau-frère), qui font pression sur lui pour qu'il rentre dans le rang. Aussi montrent-ils leur satisfaction lorsque Célestin, de guerre lasse, accepte de devenir fonctionnaire et qu'il épouse Amelia, une jeune femme pour laquelle il n'éprouve pourtant aucun sentiment. Le bonheur, naturellement, n'est pas au rendez-vous...

## Fiche technique
- Titre : L'Aquarium
- Réalisation : René Lucot
- Scénario et dialogues : Georges Sonnier d'après la pièce homonyme d'Aldo Nicolai
- Décors : Armand Braun
- Costumes : Rosine Venin
- Photographie : Jean Fontenelle
- Musique : Louis Bessières
- Format : couleurs - 16 mm - 1,37:1 - son mono
- Genre : drame allégorique
- Durée :
- Date de première diffusion : 28 décembre 1974

## Distribution
- Patrick Préjean : Célestin Viola
- Annick Alane : Mme Viola, sa mère
- Catherine Watteau : Diana, sa sœur
- Daniel Sarky : Alberto, son beau-frère
- René Bériard : Tranquilli
- Arlette Gilbert : Mattea
- Jacques Hilling : l'huissier
- Michel Lebret : Luciano
- Joseph Falcucci : Enrico
- Luce Farel : Amelia